# Wojciech Jasiński
Wojciech Stefan Jasiński (* 1. April 1948 in Gostynin) ist ein polnischer Politiker. Von 2001 bis 2015 war er Abgeordneter des Sejm in der IV., V., VI, VII und VIII. Wahlperiode, sowie Minister für den Staatsschatz in der PiS-Regierung unter Kazimierz Marcinkiewicz/Jarosław Kaczyński. International bekannt wurde er als Vorstandschef des Mineralölkonzerns PKN Orlen (Dezember 2015 bis Februar 2018).

## Leben
1972 beendete Jasiński das Studium der Rechtswissenschaften an der Fakultät für Rechts- und Verwaltungswissenschaften der Universität Warschau.
Nach dem Jurastudium arbeitete er als Rechtsberater. In den Jahren 1972 bis 1973 war er Beamter in der Płocker Niederlassung der Narodowy Bank Polski (Nationalbank Polens – NBP). Von 1973 bis 1980 war er Angestellter des Stadtamts in Płock, unter anderem als Leiter der Abteilung für Innere Angelegenheiten. In den Jahren 1976 bis 1982 gehörte er der Polska Zjednoczona Partia Robotnicza (Polnische Vereinigte Arbeiterpartei – PZPR) an. Von 1980 bis 1986 arbeitete er in der Allgemeinen Konsumgenossenschaft Zgoda in Płock. 1984 bis 1985 war er in der Genossenschaft für ländlichen Transport in Płock und von 1985 bis 1986 im Schatzamt in Płock angestellt.
In der zweiten Hälfte der 80er Jahre emigrierte er in die USA. Nach der Rückkehr nach Polen 1990 nahm er eine Arbeit im Woiwodschaftsamt in Płock auf. In den Jahren 1990 bis 1991 war er Delegierter des Regierungsbevollmächtigten für die Reform der Kommunalen Selbstverwaltung in der Woiwodschaft Płock. Nach 1992 war er Angestellter der Najwyższa Izba Kontroli (Rechnungshof – NIK), zuerst als Direktor der Delegatur des NIK in Warschau, nach 1994 als Direktor der Arbeitsgruppe für Finanzen und Budget, und schließlich der Abteilung für das Staatsbudget. In den Jahren 1997 bis 2000 arbeitete er in der Gesellschaft Srebrna als Mitglied und Vorsitzender des Vorstandes, wobei er mit Politikern der national-konservativen Partei Porozumienie Centrum ("Zentrumallianz", PC), unter anderem Jarosław Kaczyński, Adam Lipiński und Przemysław Gosiewski zusammenarbeitete. Er wurde dem Freundeskreis Kaczyńskis zugerechnet.
Von September 2000 bis Juli 2001 war er Unterstaatssekretär im Justizministerium unter Minister Lech Kaczyński. Seit 2001 ist er für den Wahlkreis Płock Abgeordneter des Sejm über die Liste der Prawo i Sprawiedliwość (Recht und Gerechtigkeit – PiS). Während der V. Wahlperiode war er kurz Vorsitzender der Kommission für Öffentliche Finanzen. Vom 15. Februar 2006 bis zum 7. September 2007 sowie vom 11. September 2007 bis 16. November 2007 war er Minister für den Staatsschatz in den Regierungen von Kazimierz Marcinkiewicz und Jarosław Kaczyński.
In den darauffolgenden acht Jahren war er zweimal Abgeordneter im Sejm.
Nach den Parlamentswahlen 2015, bei der seine Partei PiS die absolute Mehrheit erzielte, wurde Jasiński am 16. Dezember 2015 zum neuen Vorstandsvorsitzenden des teilstaatlichen Mineralölkonzerns PKN Orlen ernannt. Am 5. Februar 2018 wurde er durch Daniel Obajtek ersetzt.